# Контеньо, Энцо
Энцо Контеньо (итал. Enzo Contegno; 9 ноября 1927, Лечче, Апулия — 8 сентября 1984, Лечче, Апулия) — итальянский спортивный стрелок. Участник летних Олимпийских игр 1976 года.

## Биография
Энцо Контеньо родился 9 ноября 1927 года в итальянском городе Лечче.
Служил в итальянской армии, носил звание полковника.
Начал выступать в соревнованиях по пулевой стрельбе только в 1966 году. Представлял клуб «Кастелламмаре ди Стабия», позже — «Бриндизи», который возродил в январе 1973 года. Специализировался на стрельбе из произвольного пистолета с 50 метров.
В 1975 году впервые стал чемпионом Италии и вошёл в сборную страны. В 1976 году установил рекорд страны, выбив 569 очков из 600 возможных.
В 1976 году вошёл в состав сборной Италии на летних Олимпийских играх в Монреале. В стрельбе из произвольного пистолета с 50 метров занял 17-е место, выбив 551 очко и уступив 22 очка завоевавшему золото Уве Поттеку из ГДР.
В 1979 году завоевал золотую медаль Средиземноморских игр в Сплите, победив в стрельбе из произвольного пистолета с 50 метров с 564 очками.
Умер 8 сентября 1984 года в Лечче.